# ¿Por qué diablos?
¿Por qué diablos? es una telenovela colombiana realizada por Cenpro Televisión para Canal Uno entre 1999 y 2000. Contó con la idea original y los libretos de Nubia Barreto y Gilma Peña, y fue dirigida por Sergio Osorio.
Estuvo protagonizada por Manolo Cardona y Marcela Carvajal, con las actuaciones antagónicas de Víctor Mallarino, Paola Rey y de la primera actriz Consuelo Luzardo.

## Sinopsis
Juan "Diablo" Cantor, es un humilde joven que forma parte de una banda internacional de ladrones de obras de arte y joyas valiosas. Después de que James Olarte, su mejor amigo muere en un tiroteo tras un fallido golpe, decide vengar su muerte matando a la cabeza de la organización, La Araña. Él utiliza sus habilidades para ganarse la confianza del líder y de esa manera acercarse a él. Simultáneamente Juan es enviado a una correccional de menores por un crimen que no cometió y allí, luego de muchos enfrentamientos, comienza a sentir afecto por su psicóloga Ángela Falla de Carbonell, a quien conoce desde niño tras un fallido robo. 
Ángela es una mujer de 30 años que está viviendo una crisis existencial, ya que siempre ha hecho lo que su esposo dice y nunca ha ejercido su profesión. Cansada de esa monotonía, decide comenzar a trabajar y volver a pensar por sí misma solicitando ingreso en la correccional de menores que administra su familia. Allí atiende el caso de Juan "Diablo" Cantor, por el que empieza a sentir cierta simpatía. El esposo de Ángela es Eduardo Carbonell, un importante político sobrino de un expresidente que está casado con ella para mantener su imagen pública, ocultar su lado oscuro y poder llegar a la presidencia del país como manda su tradición familiar. Tiempo atrás, Eduardo, casi por hobbie, creó una red de delincuencia que se dedica al robo de obras de arte muy valiosas y a su venta en el mercado negro; no obstante también suele usar dicha red para dañar la imagen pública de sus adversarios políticos. Eduardo tiene una amante, Claudia Riascos, que trabaja como su asesora de prensa. También posee un socio, Federico Ponce, su mejor amigo desde la infancia, quien trabaja como su asesor político y es su cómplice en los negocios sucios. Eduardo y Federico dirigen la red a la que Juan pertenece y junto con la complicidad de Claudia realizan toda clase de actos sucios para llegar a la cima del poder, lo cual va en "buen camino" hasta que empieza a salir a la luz que Eduardo tiene un hijo nunca reconocido: Juan Diablo. 
Por lo tanto, de esta manera se desarrolla la historia: Juan intentando llegar a la cabeza de la red para vengar la muerte de su amigo sin saber que en realidad es su padre y a la vez gestándose una inevitable atracción entre él y su psicóloga Ángela en aquella correccional.

## Elenco
- Manolo Cardona ... Juan "Diablo" Cantor
- Marcela Carvajal ... Ángela Falla de Carbonell
- Víctor Mallarino ... Eduardo "La Araña" Carbonell (villano principal)
- Paola Andrea Rey ... Jazmín "Jaz" Cordero (villana)
- Marcela Gallego ... Teresa Cantor
- Consuelo Luzardo ... Purita de Carbonell (villana)
- Frank Ramírez ... Boris Mondragón (villano)
- Diego Trujillo ... Martín Pedraza
- Carlos Congote ... Federico Ponce
- Kike Mendoza ... Toño Mondragón (villano)
- Ramiro Meneses ... Juvenal Torres Useche
- Walter Díaz ... Reinerio "Doggie" Palacios
- Ágatha Morazzani ... Luisa Carbonell Falla (niña)
- Maribel Abello ... Claudia Riascos
- Johnny Acero ... Aurelio "Gaviota" Restrepo
- Pilar Álvarez ... Faustina "Tina" Cordero
- Jaime Barbini ... Samir Riascos
- Jorge Cárdenas ... James Olarte Diego
- Jorge Iván Duarte ... Freddy "Gordo" Cordero
- Andrés Fierro ... Juan "Diablo" Cantor (niño)
- Juan Manuel Gallego .... Jhon Freddy "El Trompo"
- Isabella Gardeazábal .... Teresa Cantor (joven)
- Javier Gnecco ... Juan Eduardo Carbonell
- Gerado Calero ... general Justo Benavides
- Adriana López ... Lili Chaparro
- Gonzalo Sagarminaga .... Cecil Simenon
- María José Martínez ... Cata
- Ana María Abello ... Luisa Carbonell Falla (adulta)
- César Navarro ... Ignacio Álvarez "El Ñato"
- Cecilia Navia ... Genoveva Arbeláez
- Freddy Ordóñez ... Jesús "Chucho" Ortiz
- Inés Oviedo ... Marlenis de Torres
- Elías Rima Nassiff ... Felipe Aramburo
- Humberto Rivera ... Ancizar Gordillo
- Néstor Alfonso Rojas ... "El guajiro"
- Edgardo Román ... Edilberto Otálora "Don Carlitos"
- Julián Román ... Rubén "La Chanda" Guerra
- Jorge Rubiano ... Edgar 'La Rata' Romero
- Carolina Trujillo ... Lía de Falla
- Germán Castelblanco /Fernando Arévalo ... Coronel Arbeláez
- Álvaro Rodríguez ... El tieso
- Patricia Tamayo ... Martica
- Elkin Córdoba ... Fortunato Palacios

## Premios y nominaciones

### Premios India Catalina
| Año  | Categoría                    | Nominado(a)                | Resultado | Ref. |
| ---- | ---------------------------- | -------------------------- | --------- | ---- |
| 2000 | Mejor telenovela             | Mejor telenovela           | Nominada  |      |
| 2000 | Mejor actriz principal       | Marcela Carvajal           | Nominada  |      |
| 2000 | Mejor actriz de reparto      | Paola Rey                  | Ganadora  |      |
| 2000 | Mejor actor de reparto       | Ramiro Meneses             | Nominado  |      |
| 2000 | Revelación del año           | Juan Manuel Gallego        | Nominado  |      |
| 2000 | Mejor director de telenovela | Sergio Osorio              | Ganador   |      |
| 2000 | Mejor libreto de telenovela  | Nubia Barreto y Gilma Peña | Nominadas |      |

### Premios TVyNovelas
| Año  | Categoría                              | Nominado(a)                                 | Resultado | Ref. |
| ---- | -------------------------------------- | ------------------------------------------- | --------- | ---- |
| 2000 | Mejor telenovela                       | Mejor telenovela                            | Nominada  |      |
| 2000 | Mejor actriz protagónica               | Marcela Carvajal                            | Ganadora  |      |
| 2000 | Mejor actor protagónico                | Manolo Cardona                              | Ganador   |      |
| 2000 | Mejor actriz antagónica                | Paola Rey                                   | Nominada  |      |
| 2000 | Mejor actor antagónico                 | Víctor Mallarino                            | Nominado  |      |
| 2000 | Mejor actriz de reparto                | Consuelo Luzardo                            | Nominada  |      |
| 2000 | Mejor actor de reparto                 | Diego Trujillo                              | Nominado  |      |
| 2000 | Mejor actor de reparto                 | Ramiro Meneses                              | Nominado  |      |
| 2000 | Mejor actor revelación                 | Quique Mendoza                              | Ganador   |      |
| 2000 | Mejor actor revelación                 | Walter Díaz                                 | Nominado  |      |
| 2000 | Mejor actriz infantil                  | Ágatha Morazzani                            | Ganadora  |      |
| 2000 | Mejor actor infantil                   | Juan Manuel Gallego                         | Ganador   |      |
| 2000 | Mejor director de telenovela o serie   | Sergio Osorio                               | Ganador   |      |
| 2000 | Mejor libretista de telenovela o serie | Nubia Barreto, Gilma Peña y Mauricio Guerra | Nominados |      |
| 2000 | Tema musical favorito                  | «Reina de mi alma» por Gotas de Rap         | Nominado  |      |

## Versiones
- Más sabe el diablo Es un remake realizado en el 2009, por la cadena estadounidense Telemundo, protagonizada por Gaby Espino y Jencarlos Canela como los protagonistas principales y Miguel Varoni como el antagonista principal. Esta versión fue grabada en Miami y Nueva York, reescrita por Jimena Romero y Lina Uribe, producida por Aurelio Valcárcel Carroll y dirigida por David Posada

## Repetición del capítulo final
Luego de que la programadora Cenpro TV desapareciera se transmitió el último capítulo de la novela, el día lunes 25 de septiembre de 2000 en el horario de las 9 de la noche, lo ocupó la programadora Jorge Barón Televisión que quedó de suspender su espacios respectivos para transmitirlos una semana después.